# Monochaetum meridense
Monochaetum meridense är en tvåhjärtbladig växtart som först beskrevs av Johann Friedrich Klotzsch och Gustav Karl Wilhelm Hermann Karsten, och fick sitt nu gällande namn av Charles Victor Naudin. Monochaetum meridense ingår i släktet Monochaetum och familjen Melastomataceae. Inga underarter finns listade i Catalogue of Life.